# Salem Saleh
Salem Abdulrahman Mohamed Saleh, arab. صالح صلا (ur. 4 stycznia 1993) – emiracki szachista, arcymistrz od 2009 roku.

## Kariera szachowa
Wielokrotnie reprezentował Zjednoczone Emiraty Arabskie na mistrzostwach świata, Azji oraz arabskich juniorów w różnych kategoriach wiekowych, jak również w turniejach drużynowych, m.in.:
- czterokrotnie na olimpiadach szachowych (w latach 2008, 2010, 2012, 2014)[3],
- dwukrotnie na igrzyskach panarabskich (w latach 2007, 2011)[4],
- na olimpiadzie szachowej juniorów do 16 lat (w roku 2002)[5].

Normy na tytuł arcymistrza wypełnił w 2008 r., na turniejach w Dubaju (Dubai Open), Abu Zabi (mistrzostwa państw arabskich juniorów do 20 lat – I m.) i Szardżu (indywidualne mistrzostwa państw arabskich – I m.). W 2010 r. zajął II m. (za Mohamadem Al-Sayedem) w Ammanie. W 2011 r. zwyciężył w turnieju Arab Elite Chess Championship w Dubaju. Dwukrotnie uczestniczył w turniejach o Puchar Świata, w latach 2011 i 2013 (w obu przypadkach odpadł w I rundzie, przegrywając z Dmitrijem Jakowienko oraz Aniszem Girim). W 2012 r. zdobył w Ho Chi Minh brązowy medal indywidualnych mistrzostw Azji, zwyciężył również w mistrzostwach Zjednoczonych Emiratów Arabskich. W 2013 r. zajął III m. (za Bassemem Aminem i Mohamadem Al-Modiahkim) w turnieju Arab Elite Chess Championship w Dubaju.
Najwyższy ranking w dotychczasowej karierze osiągnął 1 kwietnia 2022 r., z wynikiem 2690 punktów zajmował wówczas 1. miejsce wśród szachistów Zjednoczonych Emiratów Arabskich.